# Estação Santiago Bueras
A Estação Santiago Bueras é uma das estações do Metrô de Santiago, situada em Santiago, entre a Estação Plaza de Maipú e a Estação Del Sol. Faz parte da Linha 5.
Foi inaugurada em 3 de fevereiro de 2011. Localiza-se no cruzamento da Avenida Pajaritos com a Rua Rafael Riesco. Atende a comuna de Maipú.